# 박준면
박준면(朴俊勉, 1976년 3월 11일 ~ )은 대한민국의 배우이다. 대한민국의 배우로 1994년 한ꞏ독 합작 연극 《노부인의 방문》으로 데뷔했다. 무대와 스크린을 넘나들며 신스틸러로 활발한 활동을 보여주고 있다. 2015년 8월에 5살 연하의 일간지 기자인 정진영과 같이 서울 용산구청에서 혼인신고로 결혼했다.
뮤지컬 무대에서도 활발히 활동 중이다. 《레 미제라블》, 《고스트》, 《맘마미아!》, 《미세스 다웃파이어》 등 다양한 작품에 출연해 연기력을 인정받아 제14ꞏ19회 한국뮤지컬대상 여우조연상을 받았다.
다양한 무대에서 보여준 출중한 가창력을 바탕으로 예능에서도 활약 중이다. '힙합의 민족2'에서 우승을 차지했고 '불후의 명곡' 331회에서는 김현식의 <이별의 종착역>을 부르면서 우승한 전적이 있다.
2014년 전곡을 자작곡으로 채운 앨범 《아무도 없는 방》을 발표하며 싱어송라이터로도 활동해 주목을 받았다. 이 앨범은 한겨레가 선정한 '2014년 가장 과소평가된 앨범'이라는 평단의 호평을 받기도 했다.

## 출연작

### 뮤지컬
| 연도        | 작품명                  | 공연장소                 | 배역             |
| 1994년      | 노부인의 방문           | 국립극장대극장           | 마을사람         |
| 1995년      | 명성황후                | 예술의전당 오페라극장    | 앙상블           |
| 1996년      | 쇼코메디                | 예술의전당 CJ 토월극장   | 앙상블           |
| 1997년      | 브로드웨이 42번가       | 예술의전당 오페라극장    | 메기             |
| 1998년      | 그리스                  | 호암아트홀               | 잔               |
| 2000년      | 듀엣                    | 예술의전당 CJ 토월극장   | 앙상블           |
| 2000년      | 렌트                    | 예술의전당 오페라극장    | 솔리스트, 앙상블 |
| 2001년      | 청춘예찬                | 강강술래소극장           | 간질             |
| 2001년      | 시카고                  | 세종문화회관             | 후넉             |
| 2002년      | 유린타운                | 예술의전당 CJ 토월극장   | 바비 엄마        |
| 2002년      | 청춘예찬                | 학전블루소극장           | 간질             |
| 2002년      | 삽 아니면 도끼          | 강강술래소극장           | 아내             |
| 2003년      | 사무엘 베케트의 연극    | 아트홀 스타시티          | 여자2            |
| 2004년      | 와이키키 브라더스       | 뮤지컬 전용관 팝콘하우스 | 영자             |
| 2004년      | 세미뮤지컬 우먼         | 한양레퍼토리 씨어터      | 여자1            |
| 2005년      | 행진! 와이키키 브라더스 | 예술의전당 오페라극장    | 영자             |
| 2005년      | 하드락 카페             | 폴리미디어 씨어터        | 세리             |
| 2006년      | 밴디트                  | 동숭아트센터             | 마리             |
| 2008년      | 씨왓아이워너씨          | 예술의전당 자유소극장    | 영매             |
| 2009년      | 올슉업                  | 충무아트센터 대극장      | 마틸다           |
| 2009~2012년 | 천변살롱                | 두산아트센터 등          | 박모단           |
| 2012~2013년 | 레 미제라블             | 블루스퀘어 등            | 테나르디에 부인  |
| 2015년      | 바람과 함께 사라지다    | 예술의전당 오페라극장 등 | 마마             |
| 2015년      | 레 미제라블             | 블루스퀘어 등            | 테나르디에 부인  |
| 2018년      | 메노포즈                | BBCH홀                   | IH전업주부       |
| 2019년      | 맘마 미아!              | LG아트센터               | 로지             |
| 2020~2021년 | 고스트                  | 디큐브아트센터           | 오다 메 브라운   |
| 2022년      | 미세스 다웃파이어       | 샤롯데씨어터             | 완다             |
| 2023년      | 맘마 미아!              | 충무아트센터             | 로지             |
| 2023년      | 레 미제라블             | 부산, 서울, 대구         | 테나르디에 부인  |

### 콘서트
| 연도   | 일자     | 콘서트명                     | 공연장소                  |
| 2014년 | 7월 18일 | 박준면 콘서트                | 클럽오뙤르                |
| 2014년 | 9월 12일 | 박준면 전석 매진 앵콜 콘서트 | 벨로주                    |
| 2015년 | 3월 18일 | 커피콘서트 3 박준면          | 인천종합문화예술회관      |
| 2015년 | 7월 31일 | 울산서머페스티벌             | 태화강대공원              |
| 2016년 | 7월 29일 | 라이브클럽데이               | 클럽 타                   |
| 2016년 | 11월 2일 | 박준면 오랜만에 콘서트       | 벨로주                    |
| 2023년 | 5월 28일 | 서울재즈페스티벌             | 올림픽공원 88호수수변무대 |

### 드라마
| 방영 연도 | 방송사   | 작품명                       | 배역      | 비고     |
| 2005년    | KBS2     | 드라마시티 - 다 함께 차차차  | 정자      | 조연     |
| 2006년    | KBS2     | 무기여 잘 있거라             | 동순      | 조연     |
| 2007년    | MBC      | 아현동 마님                  | 백금녀    | 조연     |
| 2009년    | MBC      | 내조의 여왕                  | 지애 선배 | 조연     |
| 2010년    | KBS2     | 결혼해주세요                 | 용미홍    | 조연     |
| 2010년    | OCN      | 신의 퀴즈                    | 조영실    | 주연     |
| 2011년    | SBS      | 신기생뎐                     | 노은자    | 조연     |
| 2011년    | OCN      | 신의 퀴즈 2                  | 조영실    | 주연     |
| 2011년    | TV조선   | 고봉실 아줌마 구하기         | 변미자    | 조연     |
| 2012년    | SBS Plus | 그대를 사랑합니다            | 맹신혜    | 조연     |
| 2012년    | OCN      | 신의 퀴즈 3                  | 조영실    | 주연     |
| 2014년    | KBS2     | 돌날                         | 미선      | 주연     |
| 2014년    | OCN      | 신의 퀴즈 4                  | 조영실    | 주연     |
| 2014년    | tvN      | 황금거탑                     | 준혁 아내 | 조연     |
| 2014년    | KBS2     | 달콤한 비밀                  | 오선화    | 조연     |
| 2015년    | KBS2     | 블러드                       | 이영주    | 조연     |
| 2015년    | SBS      | 내일을 향해 뛰어라           | 왕미녀    | 조연     |
| 2015년    | SBS      | 가면                         | 여부장    | 조연     |
| 2015년    | SBS      | 너를 사랑한 시간             | 진상손님  | 특별출연 |
| 2015년    | SBS      | 심야식당                     | 뚱녀      | 조연     |
| 2017년    | SBS      | 사임당, 빛의 일기            | 고혜정    | 조연     |
| 2017년    | KBS2     | 완벽한 아내                  | 양순봉    | 조연     |
| 2018년    | OCN      | 쇼트                         | 만복 모   | 주연     |
| 2018년    | OCN      | 신의 퀴즈: 리부트            | 조영실    | 주연     |
| 2019년    | KBS2     | 동네변호사 조들호 2: 죄와 벌 | 김숙희    | 특별출연 |
| 2021년    | TV조선   | 결혼작사 이혼작곡            | 오들희    | 특별출연 |
| 2022년    | tvN      | 슈룹                         | 신상궁    | 조연     |
| 2025년    | tvN      | 폭군의 셰프                  | 최말임    | 조연     |

### 영화
| 연도   | 작품명                  | 배역               | 비고     |
| 2000년 | 행복한 장의사           | 부부 장의사 부인   |          |
| 2001년 | 고추 말리기             | 희선               |          |
| 2005년 | 주먹이 운다             | 뚱녀               |          |
| 2006년 | 잘 살아보세             | 덕팔 처            |          |
| 2006년 | 삼거리 극장             | 에리사/매점/하쉬바 |          |
| 2006년 | 싸이보그지만 괜찮아     | 왕곱단             |          |
| 2007년 | 권순분 여사 납치사건    | 안선녀             |          |
| 2007년 | 금지된 장난             | 아내               | 단편영화 |
| 2008년 | 서양골동양과자점 앤티크 | 까탈녀             |          |
| 2010년 | 하모니                  | 강연실             |          |
| 2011년 | 투혼                    | 뚱뚱한 간호사      |          |
| 2012년 | 러브 픽션               | 백선영             |          |
| 2015년 | 탐정: 더 비기닝         | 빵집아줌마         |          |
| 2015년 | 어떤살인                | 봉숙               |          |
| 2017년 | 시간위의 집             | 만신               |          |
| 2018년 | 뷰티풀 뱀파이어         | 강물주             |          |
| 2018년 | 냄새                    | 집주인             | 단편영화 |
| 2019년 | 그대 이름은 장미        | 강자               |          |
| 2021년 | 구구단 - 주홍 헬멧      | 준면               | 단편영화 |
| 2022년 | 아빠는 외계인           | 경애               | 단편영화 |
| 2023년 | 밀수                    | 양금네             |          |

### 텔레비전 프로그램
- 2005년 EBS 《스페이스 공감》 152회
- 2014년 JTBC 《백인백곡 - 끝까지 간다》 5회
- 2015년 EBS 《스페이스 공감》 1088회
- 2015년 MBC 《황금어장 라디오스타》 455회
- 2015년 JTBC 《엄마가 보고있다》 - 고정 출연
- 2015년 MBC 《미스터리 음악쇼 복면가왕》
- 2016년 EBS 《스페이스 공감》 특별기획 <재즈의 비밀> - 진행
- 2016년 ~ 2017년 JTBC 《힙합의 민족 2》 - 우승
- 2016년 tvN 《노래의 탄생》 4회
- 2017년 JTBC 《잘 먹겠습니다》 22회
- 2017년 KBS2 《불후의 명곡》 331회 - 우승
- 2018년 tvN 《어쩌다 어른》 146회
- 2018년 JTBC 《방구석1열》 24회
- 2019년 KBS1 《열린음악회》 1251회
- 2019년 MBC 에브리원 《비디오스타》 154회
- 2020년 MBC 《놀면 뭐하니?》 32회
- 2020년 MBC 《놀면 뭐하니?》 34회
- 2020년 MBC 《놀면 뭐하니?》 38회
- 2020년 MBC 《황금어장 라디오스타》 687회
- 2020년 KBS1 《열린음악회》 1321회
- 2021년 JTBC 《아는형님》 265회
- 2022년 JTBC 《뜨거운 씽어즈》 - 고정 출연
- 2022년 KBS2 《불후의 명곡》 549회
- 2022년 SBS 《꼬리에 꼬리를 무는 그날 이야기》 35회
- 2022년 MBC 《황금어장 라디오스타》 782회
- 2023년 KBS1 《아침마당》 9351회
- 2023년 KBS1 《열린음악회》 1424회
- 2023년 SBS 《SBS 나이트라인》
- 2023년 tvN 《놀라운토요일》 267회
- 2024년 tvN 《언니네 산지직송》 - 고정출연

### 라디오 프로그램
- 2014년 KBS 쿨FM 《조정치 장동민의 두 시》
- 2014년 TBS FM 《오지혜의 좋은 사람들》
- 2014년 SBS 파워FM 《아름다운 이 아침 김창완입니다》
- 2016년 EBS FM 《EBS 책 읽는 라디오 낭독 시리즈》
- 2020년 KBS 쿨FM 《조우종의 FM 대행진》
- 2020년 MBC FM4U 《두시의 데이트 뮤지, 안영미입니다》
- 2022년 SBS 파워FM 《박하선의 씨네타운》
- 2023년 부산MBC 《찐디의 정오의 희망곡》
- 2023년 SBS 파워FM 《두시탈출 컬투쇼》

### 광고
- 2009년 에버리치 우체국예금보험
- 2014년 위니아 제습기 습습송

### 화보
- 2023년 더블유 코리아(W Korea)

## 음반
| 종류 | 작품명              | 발매연도         |
| 정규 | 아무도 없는 방      | 2014년 5월 15일  |
| 싱글 | 집으로              | 2016년 10월 28일 |
| 싱글 | 무지개              | 2020년 6월 9일   |
| OST  | 천변살롱            | 2010년 8월 17일  |
| 기타 | 노래의 탄생 TRACK 4 | 2016년 10월 27일 |
| 기타 | 뜨거운 씽어즈 PART1 | 2022년 4월 12일  |

## 수상
- 2008년 제14회 한국뮤지컬대상 여우조연상(수상작 : 씨왓아이워너씨)
- 2013년 제19회 한국뮤지컬대상 여우조연상(수상작 : 레 미제라블)

## 기타 경력
- 2009년 : 우체국예금보험 공익사업 홍보대사